# Himno de la Ciudad de México
El Himno de la Ciudad de México es el himno oficial de la Ciudad de México. Fue compuesto por Marcela Rodríguez y fue oficializado en junio de 2024.

## Historia
En febrero de 2018 un legislador de la Asamblea Legislativa de la Ciudad de México propuso la creación de un himno para la Ciudad de México, aunque la iniciativa no progresó. En enero de 2024 el Jefe de Gobierno de Ciudad de México, Martí Batres, anunció su intención de crear un himno para la Ciudad de México.
En marzo de 2024 el Jefe de Gobierno solicitó formalmente al Consejo de Música de la Secretaría de Cultura de la Ciudad de México la creación de una composición para ser usada como Himno de la Ciudad de México. La institución a su vez recurrió a la compositora Marcela Rodríguez para que llevara a cabo la creación de la obra.
El 20 de junio de 2024 fue presentado oficialmente el Himno de la Ciudad de México, interpretado por el Ensamble de Músicos de Orquestas de la Capital.

## Letra
Ciudad de México

espejo mágico

Llevas en tu nombre

el ombligo de la luna

Calles, serpientes,

canales de fuego

de aire de asfalto

circulación sanguínea

movimiento perpetuo

Ciudad de México

cercado cósmico

guerrera mística

espejo lúcido

precipicio horizontal

Turquesa, agua preciosa

tuna de piedra, nopal divino

Nocturna, sueño latente

vidente ciega, ciudad milagro

Grita, grita, águila erguida

agua quemada, guerra florida

vuelva vuela

sigue tus rumbos

Cuatro caminos cruzan el centro

se tuerce, se encorva

buscando su armonía

Ciudad de México

cercado cósmico

guerrera místico

espejo lúcido

precipicio horizontal

Caos, caos, caos,

caos, caos, caos

es armonía

Orden, orden, orden

orden, orden, orden

desbordado serpiente emplumada

en el segundo piso duplicada

Abarcas, todos los colores del cosmos

En tanto dure el mundo

No acabarán la fama y la gloria de México

En tanto dure el mundo

No acabarán la fama y la gloria de México

de México Tenochtitlán

Ciudad de México
Marcela Rodríguez, 2024.